# Khushab (shahrestan)
Shahrestan-e Khushab (persiska: شهرستان خوشاب, خوشاب) är en delprovins (shahrestan) i Iran.   Den ligger i provinsen Razavikhorasan, i den nordöstra delen av landet, 600 km öster om huvudstaden Teheran.
Delprovinsen hade 37 181 invånare 2016.